# 大西洋類
大西洋類（学名：Atlantogenata）は、哺乳類のうち有胎盤類を2分する高次分類群仮説の一つで、異節上目とアフリカ獣上目を含む。
これらのグループは白亜紀の南アメリカ大陸とアフリカ大陸で誕生し放散したと考えられている。大西洋類は北方真獣類とともに真獣下綱を構成している。また、このグループの単系統性はいくつかの遺伝子的証拠に基づいて支持されている。

## 他仮説
他にもアフリカ獣上目と北方真獣類を結合させてEpitheriaを構成するという考えもある。この仮説は生理学的特徴によって支持されている。
他に、異節類と北方真獣類を結合させてNotorgiaを構成するという考えもある。
トランスポーザブル・エレメントの導入分析による分岐時期の計測によって、真獣類は大きく三つのクレードに分けられると分かった。その三つがアフリカ獣類と異節類と北方真獣類である。
|  | アフリカ獣上目 Afrotheria |
|  |                           |
|  | 異節上目 Xenarthra        |
|  |                           |

|  | 真主齧上目 Euarchontoglires    |
|  |                                |
|  | ローラシア獣上目Laurasiatheria |
|  |                                |

|  | アフリカ獣上目 Afrotheria |
|  |                           |
|  | 異節上目 Xenarthra        |
|  |                           |

|  | 真主齧上目 Euarchontoglires    |
|  |                                |
|  | ローラシア獣上目Laurasiatheria |
|  |                                |